# Scarpa d'oro 1976
La Scarpa d'oro 1976 è il riconoscimento calcistico che è stato assegnato al miglior marcatore assoluto in Europa tenendo presente le marcature segnate nel rispettivo campionato nazionale nella stagione 1972-1973. 
Il vincitore del premio è stato Sōtīrīs Kaïafas del Omonia con 39 reti nella Division A.
| Pos | Campionato       | Nome            | Squadra     | Gol |
| --- | ---------------- | --------------- | ----------- | --- |
| 1   | A' Katīgoria     | Sōtīrīs Kaïafas | Omonia      | 39  |
| 2   | Division 1       | Carlos Bianchi  | Stade Reims | 34  |
| 3   | Lega Nazionale A | Peter Risi      | Zurigo      | 33  |